# Sforza Ponzoni
Sforza Ponzoni (lat. Sfortia Ponzonus) (Venecija, 6. rujna 1581. – Venecija 27. listopada 1640.), talijanski svećenik, splitski nadbiskup i metropolit te primas Dalmacije i čitave Hrvatske (1616. – 1640.). Bio je nećak i nasljednik Markantuna de Dominisa na nadbiskupskoj stolici. Godine 1630. pozvao je brata, slikara Mateja (1583. – 1663.) u Split da ukrasi splitsku katedralu, a doveo je i skladatelja i franjevca Ivana Lukačića (1575. – 1648.).
Prema pisanju Farlatija, Ponzoni je 1618. godine dobio od Svetog rimskog suda potvrdu prava na naslov "primasa Dalmacije i cijele Hrvatske.
| Titule u Katoličkoj Crkvi       | Titule u Katoličkoj Crkvi      | Titule u Katoličkoj Crkvi    |
| ------------------------------- | ------------------------------ | ---------------------------- |
| prethodnik Markantun de Dominis | splitski nadbiskup 1616.–1640. | nasljednik Leonard Bondumier |